# كيمنتس

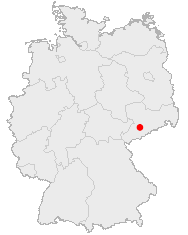
موقع شيمنتس في ألمانيا

كِمْنِتْسْ (بالألمانية: Chemnitz) هي مدينة تقع في شرق ألمانيا بولاية ساكسونيا.
في خلال فترة انقسام الألمانيتين، كانت مدينة كيمنتس جزءًا من ألمانيا الشرقية. بين عامي 1953 و1990 كانت تسمى بمدينة كارل ماركس (بالألمانية: Karl-Marx-Stadt) نسبة للمفكر والاجتماعي كارل ماركس. بعد ذلك لقبت المدنية بمسماها السابق حتى اليوم، واسم «كيمنتس» في الحقيقة هو اسم النهر الذي يجري في المدينة.
أول ذكر تاريخي للمدينة يعود إلى عام 1143. كان للمدينة أهمية كبيرة بالنسبة للثورة الصناعية. في حدود العام 1883، فاق عدد سكان المدينة 100 ألف نسمة.
يوجد بالمدينة جامعة تكنولوجية تسمى بجامعة كيمنتس التقنية بها العديد من الكليات مثل كلية الهندسة وكلية العلوم وكلية التجارة وكلية اللغات والترجمة وكذلك كلية التربية الرياضية.
يوجد بالمدينة متحف جميل جدآ به آثار لأشجار وأحجار يعود تاريخها لآلاف السنين، كما يوجد بها أيضآ بحيرة تسمى ببحيرة القصر (شلوس تايش) يحدها من الشمال غابة يمكن التمتع بالتجوال بها.
يقام كل يوم سبت سوق للأشياء المستعملة في سوق المدينة.
يمكنك من خلال هذه المدينة الذهاب إلى مدينة أوبر فيسين تال، وهى على بعد ساعة بالأوتوبيس الخاص بالنقل الجماعى بالمدينة، وهى مدينة تشبه في جمالها جبال الألب، حيث التزحلق على الجليد، وركوب التلفريك، والزلاجات، وهى مدينة شتوية وصيفية أيضآ، كما أن مدينة كيمنتس تيعد أيضآ ساعة بالقطار عن مدينة دريسدن، وهى أيضآ مدينة مشهود لها بالجمال والتاريخ، ولاننسا بعدها ساعة ايضآ بالقطار عن مدينة لايبزغ وهى ايضآ مدينة من أجمل مدن ألمانيا.
يوجد بالمدينة العديد من المولات التجارية الضخمة والتي تحوى العديد من المحال العالمية.

## توأمة
لكيمنتس اتفاقيات توأمة مع كل من:
- تامبيري (1961 - )
- تمبكتو (1968 - )
- ميلوز (1981 - )[11]
- وودج (1970 - )
- فولغوغراد (1988 - )
- أراس (1967 - )
- أوستي ناد لابم (1970 - )
- مانشستر (1983 - )
- دوسلدورف (1988 - )
- آكرون (1997 - )
- تاي يوان (1999 - )
- تشيناي
- ليوبليانا (1966 - )
- كالوغا

## أعلام
- ألكسندر غاولاند
- فرانك روست
- فيرنر ديلجر
- آنيا ميتاغ
- ريتشارد هارتمان
- جيمي غوثري
- جورجيوس أغريكولا
- ستيفان هايم
- هاينز أرنولد
- كريستيان جوتلوب نيفي

## وصلات خارجية
- الموقع الرسمي